# End of an Era
End of an Era é o segundo álbum ao vivo e o terceiro DVD da banda finlandesa de metal sinfônico Nightwish, que foi lançado em 1 de junho de 2006 na Finlândia pela Spinefarm Records. O show presente no álbum foi o último do Nightwish com a primeira vocalista, Tarja Turunen, gravado na noite de 21 de outubro de 2005 na Hartwall Areena de Helsinque, capital finlandesa.
Também foi lançado um box em edição limitada de duas mil cópias contendo o anjo e o demônio que ilustram a capa. Além disso, End of an Era vendeu mais de nove mil DVDs e 15 mil CDs somente no dia de seu lançamento, sendo certificado com Disco de Ouro pelas cópias do DVD na Finlândia e na França.
O concerto principal ainda contou com a participação do músico americano John Two-Hawks nas canções "Creek Mary's Blood" e "Stone People", e foi o último show da Once Upon a Tour, que havia começado em 2004. Além deste, o DVD inclui um documentário intitulado A Day Before Tomorrow, contendo cenas de dias anteriores ao show, fotos e uma réplica do ingresso da apresentação. Não obstante, a versão para CD contém também o videoclipe de "Nemo" e o software Nightwish Player, com fotos e notícias da banda.

## Faixas
| N.º            | Título                                                    | Compositor(es)                | Duração |  |
| 1.             | "Dark Chest of Wonders"                                   | Tuomas Holopainen             | 5:08    |  |
| 2.             | "Planet Hell"                                             | Holopainen                    | 4:44    |  |
| 3.             | "Ever Dream"                                              | Holopainen                    | 5:27    |  |
| 4.             | "The Kinslayer"                                           | Holopainen                    | 4:08    |  |
| 5.             | "The Phantom of the Opera"                                | Charles Hart, Richard Stilgoe | 5:11    |  |
| 6.             | "The Siren"                                               | Holopainen, Emppu Vuorinen    | 4:52    |  |
| 7.             | "Sleeping Sun"                                            | Holopainen                    | 4:55    |  |
| 8.             | "High Hopes" (cover de Pink Floyd)                        | David Gilmour, Polly Samson   | 6:54    |  |
| 9.             | "Bless the Child"                                         | Holopainen                    | 6:24    |  |
| 10.            | "Wishmaster"                                              | Holopainen                    | 4:43    |  |
| 11.            | "Slaying the Dreamer"                                     | Holopainen, Vuorinen          | 5:04    |  |
| 12.            | "Kuolema Tekee Taiteilijan"                               | Holopainen                    | 4:13    |  |
| 13.            | "Nemo"                                                    | Holopainen                    | 4:46    |  |
| 14.            | "Ghost Love Score"                                        | Holopainen                    | 10:29   |  |
| 15.            | "Stone People" (cover de John Two-Hawks)                  | Two-Hawks                     | 4:08    |  |
| 16.            | "Creek Mary's Blood" (com participação de John Two-Hawks) | Holopainen                    | 8:39    |  |
| 17.            | "Over the Hills and Far Away" (cover de Gary Moore)       | Moore                         | 5:26    |  |
| 18.            | "Wish I Had an Angel"                                     | Holopainen                    | 7:52    |  |
| Duração total: | Duração total:                                            | Duração total:                | 103:03  |  |

## Desempenho nas paradas
| País          | Parada (2006)           | Melhor posição (CD / DVD) |
| ------------- | ----------------------- | ------------------------- |
| Alemanha      | Media Control Charts    | 3 / 3                     |
| Áustria       | Ö3 Austria Top 40       | 41 / 2                    |
| Bélgica       | Ultratop (Flandres)     | 40 /                      |
| Bélgica       | Ultratop (Valônia)      | 59 /                      |
| Espanha       | Promusicae              | / 2                       |
| Finlândia     | Suomen virallinen lista | 7 / 1                     |
| França        | SNEP                    | 24 / 24                   |
| Hungria       | MAHASZ                  | / 1                       |
| Japão         | Oricon                  | / 158                     |
| Noruega       | VG-lista                | 35 /                      |
| Países Baixos | Dutch Charts            | / 3                       |
| Reino Unido   | UK DVD Chart            | / 115                     |
| Reino Unido   | UK Indie Chart          | 8 /                       |
| Reino Unido   | UK Rock Chart           | 7 /                       |
| Suécia        | Sverigetopplistan       | 35 /                      |
| Suíça         | Swiss Hitparade         | 18 / 18                   |

## Créditos
A seguir estão listados os músicos e técnicos envolvidos na produção do álbum End of an Era:

### A banda
- Tuomas Holopainen – teclado
- Emppu Vuorinen – guitarra
- Tarja Turunen – vocais
- Jukka Nevalainen – bateria, percussão
- Marco Hietala – baixo, vocais

### Músicos convidados
- John Two-Hawks – instrumentos de sopro